# سيانازين
سيانازين هو مبيد أعشاب ينتمي إلى فئة من مبيدات الأعشاب تُسمى التريازينات. يثبط السيانازين عملية التمثيل الضوئي ولذلك يستخدم كمبيد للأعشاب.

## لمحة تاريخية
يستخدم السيانازين كمبيد للأعشاب لمكافحة الحشائش السنوية والأعشاب عريضة الأوراق. ينتمي السيانازين إلى مجموعة مبيدات الأعشاب التي تُعرف باسم التريازينات. تعمل هذه المبيدات عن طريق تثبيط عملية التمثيل الضوئي.
يستخدم معظم الاستهلاك العالمي من مبيدات السيانازين في محاصيل الذرة. حيث كانت محاصيل الذرة في عام 1985 تستهلك نحو 96٪ من إجمالي منتجات السيانازين المستخدمة حول العالم.
قامت وكالة حماية البيئة الأمريكية بعمل ملف تعريفي عن التأثيرات الصحية والبيئية للسيانازين في عام 1984. ثم طرحت شركة شل في عام 1971 مبيد السيانازين في سوق الولايات المتحدة الأمريكية حيث كان يُباع تحت اسمين تجاريين هما بلادكس، وفورتول.
كان السيانازين والتريازينات الأخرى من بين مجموعة مبيدات الأعشاب الأكثر استخدامًا في الغرب الأوسط والولايات المتحدة الأمريكية. أما في أوروبا، فقد رفضت قاعدة بيانات الاتحاد الأوروبي لمبيدات الآفات في عام 2002 استخدام السيانازين كمبيد للأعشاب باعتباره مادة مدرجة في قائمة المواد الخطرة بالفعل منذ عام 1986.

## الخواص
يكون السيانازين على صورة مادة صلبة بلورية بيضاء أو عديمة اللون، يساوي الوزن الجزيئي له 240.695 غرام/مول، وتبلغ درجة انصهاره حوالي 166.5-167.0 درجة مئوية.

## التفاعلات
لا يتفاعل السيانازين بشدة في الأوساط المحايدة والقليلة الحمضية أو القاعدية، نظرًا لأنه يتحلل مائيًا بواسطة الأحماض والقواعد القوية. والسيانازين مركب مستقر في الحرارة والضوء والتحلل المائي، كما أنه مستقر في الإشعة فوق البنفسجية في ظل الظروف العملية، ولكن يمكن أن يتحلل السيانازين عند التسخين، وينتج عن ذلك أبخرة أكالة من كلوريد الهيدروجين، وأكاسيد النيتروجين والسيانيد.
يتميز السيانازين بإن له واحد من أدنى معدلات ثابت التفاعل مع الأوزون من بين مبيدات الآفات المختلفة. كما أن السيانازين هو الأسرع من حيث التحلل في التربة من بين أربع مجموعات مختلفة من مبيدات الأعشاب.

## التحضير
ينتج مركب السيانازين من مركب كلورو -1،3،5-التريازين بعد استبداله في الموضعين 6 و4 بجزيء إيثيل أمين ومجموعة أمين على التوالي. ويمكن تحضير مركب السيانازين عن طريق تفاعل كلوريد السيانوريك مع إيثيل أمين ومركب2-أمينو-2-ميثيل بروبيونيتريل.

## النماذج المتوفرة
يتوفر السيانازين كمركز قابل للذوبان، ومركز قابل للتدفق، ومركز قابل للاستحلاب، ومسحوق قابل للبلل، ومنتج حبيبي.

## آلية العمل
يثبط السيانازين التمثيل الضوئي، ولذلك يستخدم كمبيد أعشاب.، حيث أنه يقضي على النباتات غير المرغوب فيها، وخاصة الأنواع المختلفة من الحشائش والأعشاب والنباتات الخشبية.
كان الموقع الأساسي للتثبيط على الجانب المختزل من النظام الضوئي الثاني، حيث يمنع السيانازين خطوة نقل الإلكترون بين متقبل الإلكترون الأولي (Q)، ومجموعة البلاستوكينون في سلسلة نقل الإلكترون. يُعتبر السيانازين هو أكثر مبيدات الأعشاب التي تنتمي إلى فئة التريازينات سمية، ويمكن أن يسبب تشوهات خلقية، وطفرات، كما يمكن أن يسبب في النهاية السرطان.

## الاستقلاب
وُصفت مسارات استقلاب السيانازين لأنواع مختلفة من الحيوانات والنباتات. وأظهرت دراسات مختلفة أنه في النماذج الحيوانية (مثل الجرذان، والكلاب، والأبقار) يتم امتصاص السيانازين بسرعة في الأمعاء. ويتضمن تحلل السيانازين الممتص إزالة الألكلة والاقتران بالغلوتاثيون، مما يؤدي إلى نواتج أيضية مختلفة، ثم تترك المستقلبات الجسم في البول والبراز بعد المرور بهذه المسارات الأيضية. وقد عُثر على سبيل المثال على سبعة نواتج أيضية في بول وبراز الفئران بعد تناولها للسيانازين عن طريق الفم. كما أن هناك طريقة رئيسية أخرى لتحلل السيانازين في الثدييات، وتتمثل في إزالة أيثلة النيتروجين، مما يؤدي إلى إنتاج مجموعة إيثيل، ثم تُفرز مجموعة الإيثيل الحرة عن طريق التنفس.
وتتضمن المسارات الأيضية للسيانازين في النباتات مسارات التحلل المائي، وإزالة ألكلة النيتروجين، والاقتران بالجلوتاثيون، مما يؤدي إلى نواتج أيضية مختلفة (كما هو موضح في الشكل أدناه).

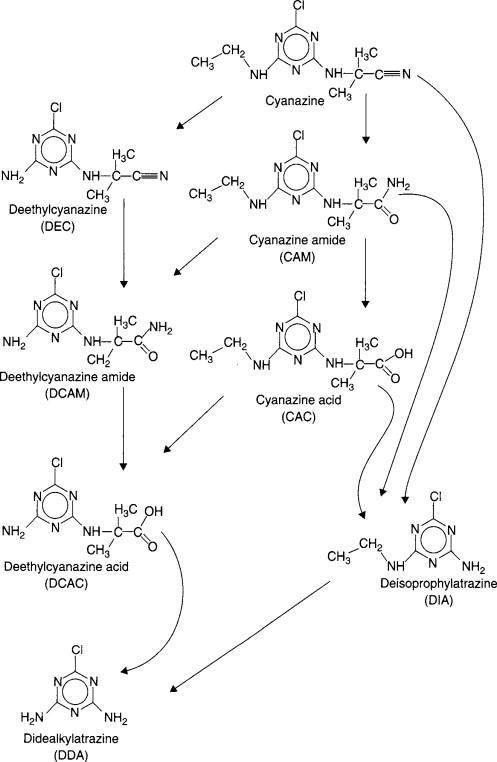
تحلل السيانازين في النباتات.

## الاستخدامات
يستخدم السيانازين كمبيد أعشاب لمكافحة الحشائش السنوية والأعشاب عريضة الأوراق في محاصيل الذرة، والحبوب، والذرة الرفيعة، والقطن، والقمح.

## النجاعة
يستخدم مبيدات السيانازين للأغراض المختلفة بالمقادر التالية:
- تُستخدم جرعة مقدارها 0.14 - 0.54 كيلوغرام/ كيلومتر مربع لمنع نمو الحشائش.
- تُستخدم جرعة مقدارها 0.136 - 0.23 كيلوغرام/ كيلومتر مربع لمعالجة الأعشاب الموجودة.

ويوضح الجدول التالي مقدار الجرعة المميتة، والجرعة المميتة الوسطية، والجرعة الفعالة الوسطية من مبيدات السيانازين بالنسبة الحيوانات والطحالب:
| نوع الجرعة             | نوع الحيوان                      | طريقة التعرض للجرعة | الجرعة                           |
| ---------------------- | -------------------------------- | ------------------- | -------------------------------- |
| الجرعة المميتة         | الفئران                          | عن طريق الفم        | 149 – 334 ملليغرام/كيلوغرام      |
| الجرعة المميتة         | الفئران                          | عن طريق الجلد       | >1200 mg/kg                      |
| الجرعة المميتة         | الأرانب                          | عن طريق الفم        | 141 mg/kg                        |
| الجرعة المميتة         | الأرانب                          | عن طريق الجلد       | <2000 ملليغرام/كيلوغرام          |
| الجرعة المميتة         | السمان                           | عن طريق الفم        | 400 ملليغرام/كيلوغرام            |
| الجرعة المميتة         | البط                             | عن طريق الفم        | 750 ملليغرام/كيلوغرام            |
| الجرعة المميتة الوسطية | سمك السلور                       |                     | 17.4 ملليغرام/لتر/96 ساعة        |
| الجرعة المميتة الوسطية | سلمون قوس قزح                    |                     | 9.0 ملليغرام/لتر/96 ساعة         |
| الجرعة المميتة الوسطية | سمك البلم ذو الرأس الضخم         |                     | 16.3 – 21.3 ملليغرام/لتر/96 ساعة |
| الجرعة الفعالة الوسطية | الطحالب الخضراء في المياه العذبة |                     | 20 جزء من المليار                |
| الجرعة الفعالة الوسطية | برغوث الماء                      |                     | 49 جزء من المليون                |

لم يلاحظ ظهور أي آثار سامة في الفئران بعد إعطائها جرعات متكررة بمقدار 25 جزء في المليون من السيانازين الممزوج في وجباتها.

## الآثار السلبية
كان السيانازين واحدًا من بين الملوثات التي عُثر عليها في المياه السطحية ومياه الشرب في العديد من البلدان في أمريكا الشمالية وفي المياه الجوفية في هولندا، ولكن أيًا من نواتج تحلل السيانازين أو السيانازين لم تكتشف في الغذاء في حتى الآن. قُدّرت الكميات المستهلكة من السيانازين الموجود في مياه الشرب استنادًا إلى بيانات صادرة من كندا وهولندا بحوالي 0.2-0.3 ميكروغرام/يوم. لذلك حددت منظمة الصحة العالمية قيمة الجرعة القصوى الغير سامة من السيانازين وقدّرتها بحوالي 0.198 ميكروغرام/كيلوغرام من كتلة الجسم، بسبب التأثيرات السامة المحتملة على البشر من جرّاء التسمّم بالسيانازين. تتأثر أشكال الحياة المائية بتركيز أقل بكثير من السيانازين من الحيوانات الأرضية بالإضافة أن السيانازين قد يصل بسرعة من التربة إلى المياه المحيطة، مما يجعل النظم البيئية المائية أكثر عرضة للتضرر بسبب السيانازين.

## التأثيرات الصحية

### على النباتات
تعتبر مبيدات الأعشاب التي تنتمي إلى فئة التريازينات مثل السيانازين شديدة السمية لأنواع معينة من النباتات. هذا هو السبب في أنها فعالة للغاية في قتل أنواع معينة من الحشائش عريضة الأوراق إذ ينتج عن السيانازين إحداث خلل وظيفي في النظام الضوئي الثاني عن طريق ربط البروتينات المهمة المطلوبة لعملية التمثيل الضوئي. وعندما تفشل هذه الخطوة المهمة في عملية التمثيل الضوئي، لا يكون النبات قادرًا على إنتاج السكريات الضرورية لنموه واستقلابه.

### على الإنسان

#### الآثار الحادة
قد تؤدي ملامسة مادة السيانازين لجلد الإنسان إلى التهاب الجلد اعتمادًا على شدة التلامس. كما يمكن أن يتسبب ابتلاع مستويات عالية من السيانازين في إحداث سمية حادة للإنسان. وقد يؤدي استنشاق أبخرة السيانازين إلى تهيج مجرى الجهاز التنفسي للإنسان.

#### التسرطن
كانت التأثيرات المسببة للسرطان للسيانازين غير واضحة لفترة طويلة، والمعروف حتى الآن أنه ليس من المحتمل أن يكون لمبيد الأعشاب هذا أي آثار مسرطنة على الإنسان، ولكن لا تزال هناك حاجة إلى مزيد من البحث للتأكد تمامًا من أن السيانازين ليس مادة مسرطنة. لذا صنفت وكالة حماية البيئة الأمريكية السيانازين باعتباره مادة كيميائية من المجموعة ج، مما يعني أنه يمكن أن يكون مادة مسرطنة.

### في الحيوانات

#### التأثيرات المتعلقة بالغدد الصماء
أظهرت الأبحاث أن مبيدات الأعشاب التي تنتمي إلى فئة الأترازينات قادرة على التأثير على إفراز هرمون اللوتين وهرمون البرولاكتين في إناث الجرذان. ويبدو أن هذه التغيرات الهرمونية تكون ناتجة عن إحداث السيانازين لتغيّرات وظيفية في الغدة النخامية. قد يؤثر السيانازين أيضًا على مستقبلات الغابا-أ في دماغ الفئران بناءًا على مقدار الجرعة المعطاة، ويمكن أن يسبّب ذلك حدوث اضطرابات في إفراز الهرمون المطلق لموجهة الغدد التناسلية.

#### الطفرات الجينية
قد يسبب السيانازين حدوث تشوهات في التطور الجنيني لبعض أنواع الحيوانات، فقد يتسبب تعرض حيوانات القيطم مداري على سبيل المثال لمبيدات الأعشاب التي تنتمي إلى فئة التريازينات مثل السيانازين في حدوث تشوهات خطيرة لها. ويمكن أيضًا أن تكون عيوب العين الخلقية التي تحدث في أجنة الفئران ناتجة عن الخصائص السامة للسيانازين، ولا يزال من غير الواضح ما إذا كان يمكن رؤية هذه التأثيرات على البشر أيضًا أم لا.

#### السمية التآزرية
من المحتمل أن يكون لمبيدات الأعشاب المختلفة التي تنتمي إلى فئة التريازينات تأثيرًا تآزريًّا على أنواع حيوانية معينة. حيث يُمكن أن يسبب السيانازين تأثيرات ضارة على الأنواع غير المستهدفة مثل الهاموشيات. كما أن السيانازين قادر على التأثير على نشاط إنزيمات السيتوكروم بي450 في الذباب الصغير وبالتالي يسبب زيادة سمية هذه المبيدات.